# Барриос, Антонио
Антонио Барриос Сеоане (исп. Antonio Barrios Seoane; 21 мая 1910, Гечо, Страна Басков — 19 августа 2002, Сан-Себастьян, Испания) — испанский футболист, нападающий. Выступал за «Аренас» (Гечо). Более известен как тренер, тренировал ряд известных испанских клубов.

## Карьера футболиста
В качестве игрока Барриос играл на позиции нападающего, он играл в таких командах, как «Расинг» (Ферроль) в сезоне 1932/33 (на тот момент Терсера длился до января 1933 года), а затем перешёл в команду Примеры — «Аренас» где провёл два сезона.

## Тренерская карьера
Свою тренерскую карьеру начал после гражданской войны. Первым клубом в карьере стал «Реал Вальядолид», с которым за два года прошёл путь от Терсеры до Примеры. Сезон 1950/51 работал в «Расинге», где провёл 30 матчей в чемпионате, а команда заняла 10 место.
В 1951 году покинул команду и возглавил «Малагу», по итогам сезона команда заняла первое место и вышла в высший дивизион Испании. В следующем сезоне возглавил «Атлетик Бильбао». Под руководством Барриоса команда дважды занимала шестое место в чемпионате, а также вышла в финал Кубка Испании.
В течение сезона руководил марокканским клубом «Атлетик» (Тетуан), откуда перешёл в «Атлетико Мадрид», с которым в течение двух лет занимал пятое место.
В сезоне 1957/58 вывел «Реал Бетис» в Примеру, а в следующем году занял с ним шестое место. После этого сезона перебрался в «Эспаньол», а затем в «Эльче», где проработал 20 матчей, после чего был уволен. В этом же сезоне был временным наставником «Севильи», а уже после окончании его был утверждён тренером на постоянной основе.
После трёх лет в «Севилье» Барриос возглавил «Реал Сосьедад», но по итогам сезона покинул клуб и вернулся в «Атлетик Бильбао».
В 1966 году снова вернулся в «Реал Бетис», с которым выиграл Сегунду. В следующем году во второй раз возглавил «Севилью», но после 18 тура был уволен. В 1968 году стал наставником «Вальядолида», но после 7 тура был отправлен в отставку.
Вернувшись в «Реал Бетис», снова вывел команду в Примеру. В возрасте 63 лет завершил карьеру, последним клубом для него стала «Осасуна».